# زیردریایی یو-۳۱۴
زیردریایی یو-۳۱۴ (به انگلیسی: German submarine U-314) یک زیردریایی بود که طول آن ۶۷٫۱ متر (۲۲۰ فوت ۲ اینچ) بود. این زیردریایی در سال ۱۹۴۳ ساخته شد.